# Bible Belt
La Bible Belt (letteralmente cintura della Bibbia) è un'area culturale degli Stati Uniti così denominata per la presenza di una grande percentuale di persone che professano religioni del protestantesimo cristiano, per lo più appartenenti al movimento evangelico.

## Geografia

### Stati Uniti d'America

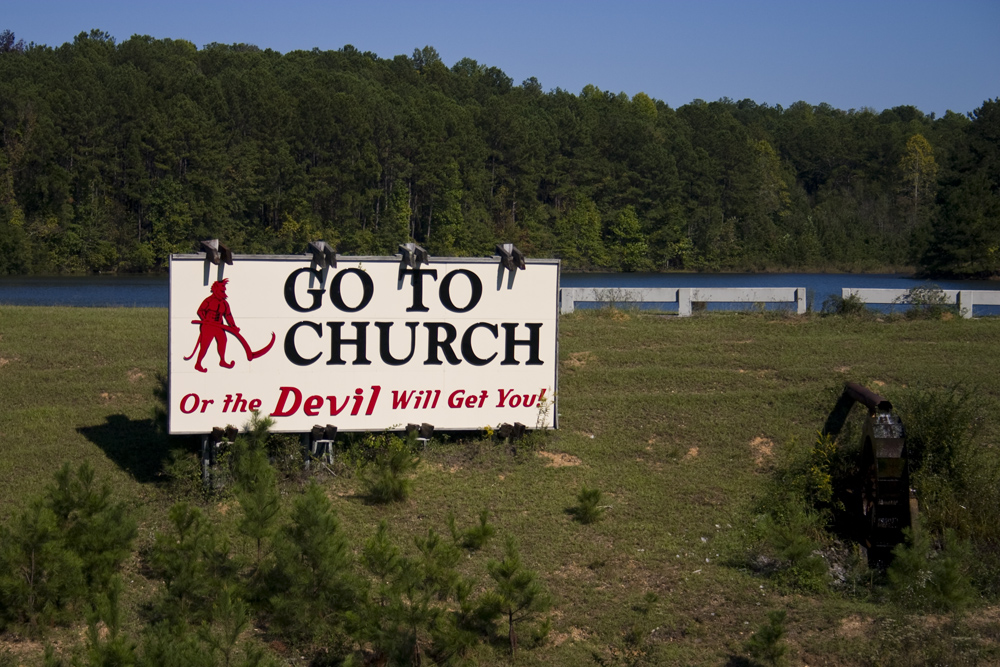
Un cartellone pubblicitario in Alabama

Quest'area geografico-culturale comprende, approssimativamente, l'Alabama, l'Arkansas, la Carolina del Nord, la Carolina del Sud, la Georgia, il Kentucky, la Louisiana, il Mississippi, il Missouri, l'Oklahoma, il Tennessee, il Texas e parte della Florida, dell'Illinois, dell'Indiana, dell'Ohio, della Pennsylvania, della Virginia e della Virginia Occidentale.
Essa corrisponde, all'incirca, agli Stati Uniti meridionali e agli Stati Confederati d'America.

### Diffusione fuori dagli Stati Uniti

#### Australia
In Australia, il termine di solito si riferisce a quartieri all'interno delle singole città, per esempio, lo Hills District (compreso Baulkham Hills) nella periferia nord-occidentale di Sydney.
Vi sono compresi anche sobborghi a nord-est di Adelaide, come Paradise, Modbury e Golden Grove. Vi è una regione del sud-est del Queensland, che comprende le città di Laidley, Gatton e Toowoomba, soprannominata "Bible Belt". Allo stesso modo viene chiamata la parte nord-occidentale dello stato della Tasmania.

#### Canada
In Canada, il termine è talvolta usato per descrivere diverse regioni. Questi includono alcune zone rurali delle praterie canadesi, le zone rurali e più tradizionali della Fraser Valley della Columbia Britannica, la Annapolis Valley in Nuova Scozia.

#### Danimarca
In Danimarca, la zona nord-occidentale dello Jutland è spesso citata come una cintura della Bibbia. La regione ha un gran numero di membri del movimento luterano chiamato 'Indre Mission' .

#### Irlanda del Nord
In Irlanda del Nord vi è un'area della Contea di Antrim, che si estende da Portrush a Larne ed è centrata nella zona di Ballymena, che viene spesso indicata come una cintura della Bibbia, perché nella zona vi è una forte presenza protestante con una grande comunità evangelica.
La città di Ballymena, la più grande della circoscrizione, è spesso indicato come la "fibbia" di questa cintura della Bibbia.

#### Nuova Zelanda
In Nuova Zelanda, Mount Roskill, sobborgo dii Auckland, ospita il più alto numero pro capite di chiese del paese, ed è la sede di vari candidati politici cristiani.

#### Slovacchia
Nelle parti orientali e settentrionali della Slovacchia, i cristiani comprendono la maggioranza, raggiungendo quasi il 100% in alcune città e villaggi.

#### Ucraina
Prima della sua indipendenza, l'Ucraina è stata conosciuta come la cintura della Bibbia dell'Unione Sovietica.